# Waterfall Way
Der Waterfall Way ist eine Hauptverbindungsstraße im Nordosten des australischen Bundesstaates New South Wales. Er verbindet den Pacific Highway in Raleigh mit dem New England Highway in Armidale. Die Straße verläuft durch eine der sehenswertesten Landschaften von New South Wales und gilt als wichtigste Touristenstraße von New South Wales und drittwichtigste Australiens (nach Great Ocean Road und Great Alpine Road) Sieben Nationalparks, wovon drei als Weltnaturerbe eingestuft und Teil der Gondwana-Regenwälder Australiens sind, liegen an dieser Route. Im Dorrigo-Nationalpark findet man die Wasserfälle, die der Straße ihren Namen gaben. Der Waterfall Way stellt auch eine der wenigen Straßenverbindungen zwischen der Küste und dem Hinterland von New South Wales dar und ist daher sehr viel mehr befahren, als man annehmen könnte.

## Verlauf

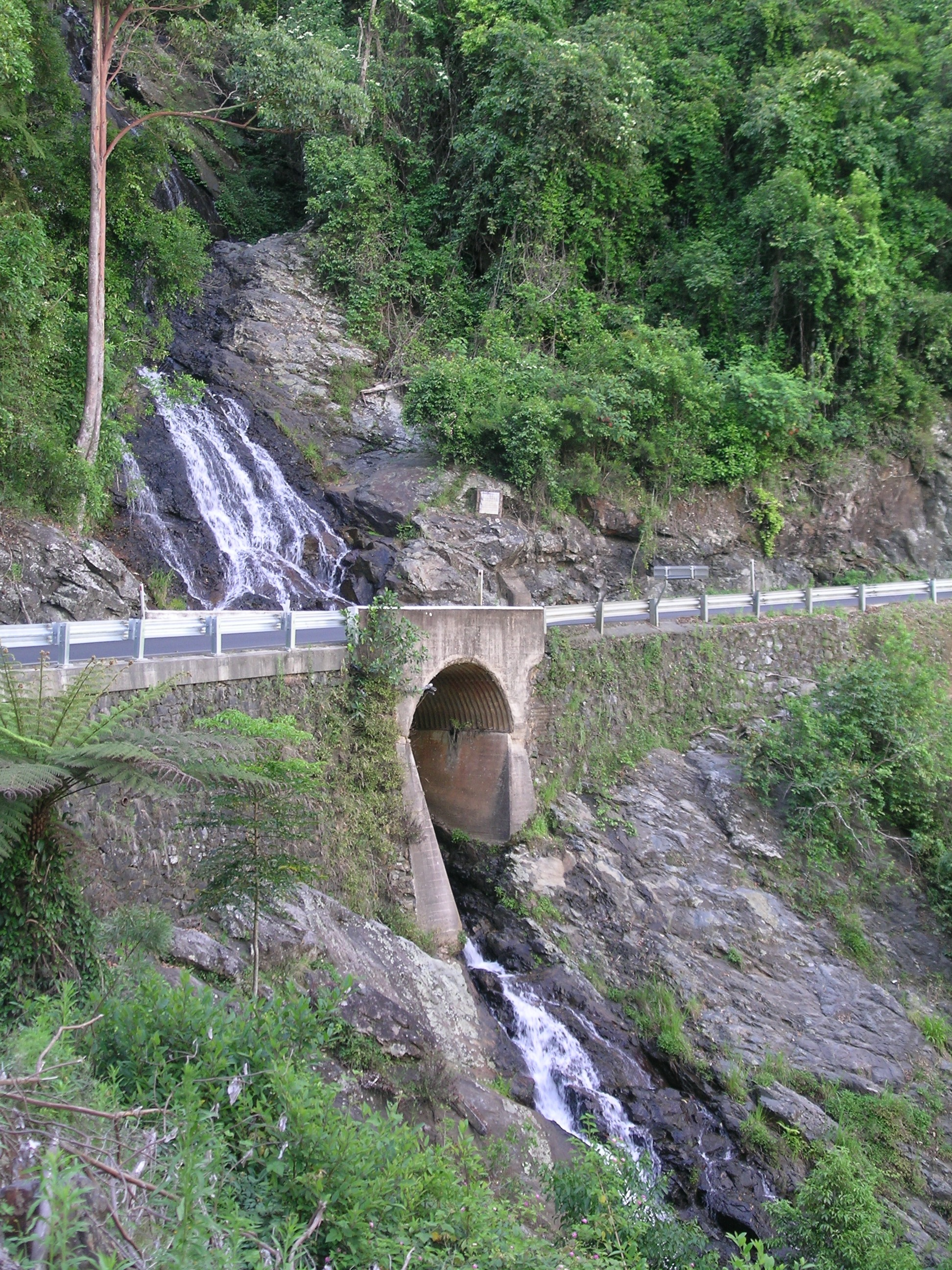
Newell Falls im Dorrigo National Park

Der Waterfall Way zweigt in Raleigh, ca. 25 km südlich von Coffs Harbour, nach Westen vom Pacific Highway (R1) ab und folgt dem Südufer des Bellinger River bis nach Bellingen. Nachdem die Straße den Bellinger River überquert hat, biegt sie nach Nordwesten ab und erklimmt die Felsstufen der Great Dividing Range. Dabei bildet sie die Südgrenze des Dorrigo-Nationalparks und führt am Newell-Wasserfall und am Sherrard-Wasserfall vorbei. Da der Waterfall Way an dieser Stelle nur einspurig ist, gibt es keine Möglichkeit, an den Wasserfällen anzuhalten, um sie in Ruhe zu betrachten. Den Newell Wasserfall allerdings sieht man von einem Rastplatz direkt unterhalb. Auf der Höhe der Felsstufe (ca. 750 m Seehöhe) führt ein kleiner Umweg nach Süden zum Griffith's Lookout, von wo man einen guten Ausblick auf den Bellinger-River-Nationalpark und das Flusstal hat.
Ein kurzes Stück weiter liegt der Abzweig zum Besucherzentrum des Dorrigo-Nationalparks. Das Weltnaturerbe ist für seine Stege durch die Baumwipfel (Skywalk) und seine Wanderwege bekannt. Die sehenswerten und leicht zu erreichenden Dangar Falls liegen 2,4 km nördlich des Zentrums am Bielsdown River.  Die Straße führt weiter durch Dorrigo und dann durch das Weideland des Dorrigo-Plateaus, um dann den jungen Nymboida River zu queren. Der Bicentennial National Trail verläuft eine kurze Strecke entlang der Straße, bevor diese Ebor erreicht. 9 km nach dem Abbiegen auf die Armidale Grafton Road erreicht der Waterfall Way Ebor. Diese Siedlung liegt nahe dem Guy-Fawkes-River-Nationalpark und den Ebor Falls. Nach Ebor führt der Waterfall Way an eine Kreuzung, von der aus man die Forellenzuchtanstalt Dutton und den Point Lookout, ca. 10 km östlich der Straße im New-England-Nationalpark, erreichen kann. Etwas weiter liegen die Wollomombi-Wasserfälle ca. 1 km südlich der Straße. Von dort aus kann man auch den 145.000 ha großen Oxley-Wild-Rivers-Nationalpark gut erreichen. Der Waterfall Way führt 5 km weiter durch die historische Bergbausiedlung Hillgrove und an den Aussichtsplattformen der Bakers Creek-Wasserfälle und der Metz Gorge vorbei. Auf dem Weg nach Armidale gibt es weitere, etwas verstecktere Sehenswürdigkeiten: Die Gara Gorge liegt 18 km südöstlich von Armidale an der Castledoyle Road, die östlich von Armidale vom Waterfall Way abzweigt.

## Straßenzustand
Die Straße ist auf ihrer gesamten Länge asphaltiert, aber relativ schmal, und besitzt einen 14 km langen, sehr steilen Streckenabschnitt. In den letzten Jahren haben Gewitterstürme und dadurch ausgelöste Muren Teile der Straße weggespült. Dies betrifft vor allen Dingen den Aufstieg zur Great Dividing Range, sodass an den Wasserfällen an der Dorrigo Range nur eine Fahrspur zur Verfügung steht.